# مجدي طلعت
مجدى طلعت (13 مايو 1964 - 8 يونيو 2018) هو ممثل ومغني شعبي مصري.

## سيرته
ولد 13 مايو 1964 في السكاكيني بالقاهرة، توفي 8 يونيو 2018 بمستشفى الدمرداش بالقاهرة نتيجة الإصابة بسكتة دماغية.
اشترك في إحياء الأفراح الشعبية حتى ذاع صيته وأصبح من أشهر مغني شارع الهرم بالجيزة، والفنادق الكبرى. بدأت شهرته سنة 1986 بألبوم «اللى عايزنى يجينى»، عمل مع كبار الملحنين والشعراء، من بينهم سيد مكاوي، حسن أبو السعود ومحمد علي سليمان وعبد العظيم محمد وفاروق الشرنوبي وبهاء الدين محمد وسمير الطائر وأمل الطائر،ومع كبار الموزعين أمثال يحيى الموجي وبهاء حسني وباسم منير ومجدي داود. عمل في السينما المصرية ليشترك في عام 2000 في فيلم من إنتاج التلفزيون المصري فيلم عليه العوض لتمثيل والغناء.

## ألبومات
أصدر عدة ألبومات منها؛
- ألبوم الذكريات
- ألبوم أصعب دمعتين
- إلى عايزنى يجينى 1986
- الذكريات
- أصعب دمعتين
- القلب الطيب
- باشكى لك
- شيال الحمول
- مواويل 2000
- سلم لى على قلبك
- سيبونى عليه
- حكاية اب
- معك كم

## أغانيه
من أشهر أغانيه:
- برافو عليك
- إحساس رهيب
- أبصم بالعشرة
- شفت يازمن
- معمعة
- آه ياليل
- خلونى ساكت
- الى عايزنى يجينى
- ما لك يادنيا
- يساويها ربنا
- شيال الحمول
- هاتو عريسنا
- رد علي
- عاجبنى قوي
- خليك شاهد يا رب
- ثمن الغربة
- أصعب دمعتين
- معك كم